# Ettenhausen an der Nesse
Ettenhausen an der Nesse is een plaats in de Duitse gemeente Hörselberg-Hainich in  Thüringen. De gemeente maakt deel uit van het Wartburgkreis.  Het dorp aan de Nesse, een zijrivier van de Werra, werd in 1994 samengevoegd met Wenigenlupnitz en maakt sinds 2007 deel uit van Hörselberg-Hainich.